# Steven Johnson
Steven Johnson   (Washington DC, 6 de juny de 1968) és un escriptor de divulgació científica nord-americà. Ha treballat com columnista a gran quantitat de publicacions, entre les quals destaquen The New York Times, The Wall Street Journal, The Financial Times, Discover i Wired. Va estar un dels socis fundadors de tres influents projectes web: l'ezine "FEED" el 1995, Plastic.com el 2001 (Un tradicional fòrum, guanyador dels Premis Webby) i el 2006, la comunitat online hiperlocal Outside.in. Ha publicat quatre llibres, entre ells El mapa fantasma i Futur perfecte.

## Llibres publicats
| Títol | Any  | ISBN                   |
| --- | ---- | ---------------------- |
| Interface Culture: How New Technology Transforms the Way We Create and Communicate                                    | 1997 | ISBN 978-0-06-251482-0 |
| Emergence: The Connected Lives of Ants, Brains, Cities, and Software                                                  | 2001 | ISBN 978-0-684-86875-2 |
| Mind Wide Open: Your Brain and the Neuroscience of Everyday Life                                                      | 2004 | ISBN 978-0-7432-4165-6 |
| Everything Bad Is Good for You: How Today's Popular Culture Is Actually Making Us Smarter                             | 2005 | ISBN 978-1-57322-307-2 |
| The Ghost Map: The Story of London's Most Terrifying Epidemic—and How it Changed Science, Cities and the Modern World | 2006 | ISBN 978-1-59448-925-9 |
| The Invention of Air: A Story of Science, Faith, Revolution, and the Birth of America                                 | 2008 | ISBN 978-1-59448-852-8 |
| Where Good Ideas Come From: The Natural History of Innovation                                                         | 2010 | ISBN 978-1-59448-771-2 |
| Future Perfect: The Case for Progress in a Networked Age                                                              | 2012 | ISBN 978-1-59448-820-7 |
| How We Got to Now: Six Innovations That Made the Modern World                                                         | 2014 | ISBN 978-1-59463-296-9 |